# Сирийски пъстър кълвач
Сирийският пъстър кълвач (Dendrocopos syriacus) е птица от семейство Кълвачови (Picidae). Среща се и в България.

## Физически характеристики
Дължина 23-25 cm.

## Разпространение
Разпространява се в много държави-Сирия, България и др.

## Начин на живот и хранене
Храни се с насекоми и малки плодове, които намира, докато почиства кората на дърветата.

## Размножаване
Размножава се в отворени, култивирани терени, градини, паркове, лозя и др.